# Old Boy (album)
Old Boy è il secondo album in studio del cantautore italiano Giuliano Palma, pubblicato il 20 febbraio 2014 dalla Universal Music Group.

## Descrizione
Si tratta del primo album da solista di Palma a 12 anni di distanza di Gran Premio, uscito nel 2002. Old Boy contiene i due singoli pubblicati nel 2013, ovvero Come ieri e Ora lo sai, e i due brani presentati al Festival di Sanremo 2014, ossia Così lontano e Un bacio crudele; questi ultimi due brani sono stati anch'essi pubblicati come singoli, rispettivamente il 19 febbraio e il 9 maggio 2014.

## Tracce
Testi e musiche di Giuliano Palma, eccetto dove indicato.
1. Ora lo sai – 3:27
2. Così lontano – 3:03 (Nina Zilli, Marco Ciappelli, Alessandra Flora)
3. Come ieri (feat. Marracash) – 3:27
4. Da capo – 3:59
5. Una colpa – 3:55
6. Un bacio crudele – 3:23 (Cristiano Valli, Fabio Merigo, Giuliano Palma)
7. 10 passi – 3:58
8. Il cielo e noi – 3:49
9. Perfetti sbagliati – 3:39
10. L'estate arriverà – 4:40
11. Always Something There to Remind Me – 3:05 (Burt Bacharach, Hal David) – originariamente interpretata da Lou Johnson
12. Old Boy – 3:48
13. Un gran finale – 5:05

Traccia bonus nell'edizione di iTunes
1. Ora lo sai (Ska Version) – 3:32

## Classifiche
| Classifica (2014) | Posizione massima |
| ----------------- | ----------------- |
| Italia            | 20                |